# Denni Conteh
Denni Aluseny Conteh (Copenaghen, 14 agosto 1975) è un ex calciatore danese, di ruolo attaccante.

## Carriera

### Club
Conteh iniziò la carriera con il Lyngby, per giocare poi nello Ølstykke, nello Hvidovre, nei francesi dello Strasburgo, nel Viborg, nello Herfølge, negli olandesi dello Sparta Rotterdam, nel Nordsjælland e nell'Odense.
Passò poi in prestito ai norvegesi del Molde. Debuttò nella Tippeligaen il 9 aprile 2006, subentrando a Madiou Konate nella vittoria per 3-1 sul Tromsø.
Giocò successivamente nello Akademisk, nel Frem, nel Klaksvík e infine nello Slagelse.

### Nazionale
Giocò 3 partite per la Danimarca under 19, nel 1993.